# Recycled A
『recycled A』（リサイクルドエース）は、日本の音楽ユニットである電気グルーヴのリミックス・アルバム。
1998年3月1日にキューン・ソニーレコードからリリースされた。8枚目のアルバム『A』（1997年）よりおよそ10か月ぶりにリリースされた作品であり、同作の全収録曲をドイツのDJであるトーマス・シューマッハおよびマイク・ヴァン・ダイク、イギリスのミュージシャンであるDMXクルーなどが参加している。
本作は『A』からリカットされたシングル「ポケット カウボーイ」（1997年）のカップリング曲として、DMXクルーに依頼したリミックス・バージョンが予想以上に良好な完成度であったことから同作の全収録曲をリミックスする企画が上がったため実現した。
本作はオリコンアルバムチャートにおいて最高位第23位となった。本作は海外で『A』との2枚組となる『Double A』としてリリースされているが、その際「CATY SUMMER」「ASUNARO SUNSHINE」「SMOKY BUBBLES」の3曲が別リミックスに差し替えられている。

## 背景
8枚目のアルバム『A』（1997年）リリース後、電気グルーヴは同作を受けたコンサートツアー「野球ディスコ」を同年5月15日の広島並木パラスト公演を皮切りに、8月16日の赤坂BLITZ公演まで7都市全11公演を実施した。カラオケの完パケが遅れたためにツアー開始前日のゲネプロで初めてスタッフ側に構成が知らされるという波乱の幕開けとなり、さらに会場となった広島並木パラストは結婚式場のためスタンディングによるライブが初めての試みであった。そのため演奏が開始されると床がしなり、階下のシャンデリアが揺れるために公演中止が検討される事態となった。5月19日には札幌ファクトリーホール公演が行われたが、公演終了後には東京へ帰還しその後次の開催地に向かうというハードスケジュールが強行されており、これについて石野卓球は「電気グルーヴ史上、もっとも忙しかった時期。そんで、一番売れてた頃」と述べている。5月24日の福岡DRUM LOGOS公演において、ツアー開始以来初めて「Shangri-La」を演奏。ツアー中の6月2日、以前より体調を崩していた砂原良徳が入院する事態となり、6月17日および18日に予定されていた赤坂BLITZ公演は8月15日および16日に延期された。8月の振り替え公演では6月までのツアーにて使用されていたカラオケが修正され、最終曲が「カフェ・ド・鬼」から「電気ビリビリ」に変更された。ツアー最終日となった8月16日の赤坂BLITZ公演の模様はライブ・ビデオ『野球ディスコ』（1997年）に収録された。
6月12日から18日に掛けて、石野はバルセロナで開催されるミュージック・セミナー「SONAR」に出演するためスペインに滞在。その後7月3日から16日に掛けて石野はDJツアーのためドイツに滞在。7月26日には富士天神山スキー場にて開催された「フジロックフェスティバル'97」に参加、しかし当日に台風が直撃したため被害を受けた観客が運び込まれた楽屋が野戦病院のような状態になり、ステージに上がったメンバーは第一声で「みなさ～ん、頑張ってください～!」と発し、急遽1曲目をZARDの楽曲「負けないで」（1993年）に変更した。9月26日には4月11日から開始されたエフエム東京ラジオ番組『電気グルーヴのドリルキングアワー』（1996年 - 1997年）が最終回を迎える。9月27日から10月8日に掛けて、TBS系ドキュメンタリー番組『世界ウルルン滞在記』（1995年 - 2007年）の番組収録のためピエール瀧はインドネシアに滞在、当初の予定では裸族の島を訪れるはずであったが大規模な山火事が発生していたためたどり着けずに取りやめになり、急遽別の村の乗牛レースに参加する内容に企画が変更されたものの瀧は牛から落ちて足を捻挫し村の祈祷師の治療を受ける事態となる。10月16日から12月6日に掛けて、石野はソロ作品のレコーディングのためドイツに滞在、ベルリンでのレコーディングの合間に近隣諸国でのDJツアーが並行して行われ、当初11月末までの滞在の予定が12月まで延期された。12月24日にはスペースシャワーTVの音楽番組『SPACE SHOWER MUSIC AWARDS』（1996年 - 2022年）に出演、8枚目のシングル「Shangri-La」（1997年）のミュージック・ビデオが「Music Video Award」の1997年度グランプリを獲得、中野サンプラザにおける授賞式のステージでは石野と瀧がそれぞれのパートを入れ替えて歌唱、瀧の衣装は私服のトレーナーとジャージで腕には鷹をあしらったものであった。
1998年1月5日には『A』収録曲である「ガリガリ君」が元ネタとなった赤城乳業の氷菓「ガリガリ君」の非売品プレゼント用CDとしてリリースされることが決定、メンバーはガッツポーズを取りながら修正のためのレコーディングを行った。1月8日には瀧が中心となってプロデュースを行ったPlayStation用ソフト『グルーヴ地獄V』（1998年）が発売。1月13日にはソロ・アルバムのマスタリングのため石野が渡独。2月16日から19日に掛けて、石野はウエストバムとのユニットである「TakBam」のレコーディングのためドイツに滞在した。

## リリース、批評、チャート成績
| 専門評論家によるレビュー | 専門評論家によるレビュー |
| レビュー・スコア         | レビュー・スコア         |
| 出典                     | 評価                     |
| ------------------------ | ------------------------ |
| CDジャーナル             | 肯定的                   |

本作は1998年3月1日にキューン・ソニーレコードからCDおよびMDにてリリースされ、CDの初回限定盤は青のカラーケース仕様となっていた。本作制作の経緯はアルバム『A』（1997年）からリカットされたシングル「ポケット カウボーイ」（1997年）のカップリング曲として、DMXクルーにリミックスを依頼したところ予想を上回る完成度であったためその他の収録曲もリミックスすることが決定された。3月15日には本作のアナログ盤が2枚組LPにてリリースされたが、本来であればブルーカラーヴァイナルにする予定がプレスミスにより通常の黒盤でのリリースとなった。1999年には『A』および本作を2枚組にした『Double A』が欧州にてリリースされたが、「ループゾンビ」のサンプリングの元ネタであるディー・ツィマーメナーの権利元を探したものの判明せず、指摘された時点で権利料を支払うつもりでリリースしたものの、後に本人達に直接知られてしまい「おれ達の曲を捕まえてゾンビとは何事だ!」とクレームが入ったこともあり、出荷枚数があまり出回っていない段階で出荷停止となった。同作は出回りが少なく「幻の一枚」となっており、一時期は中古価格で5万円を超える金額になった他、同作のデザインは本作と同様に常盤響が担当しておりアメリカエアラインをイメージしたものになっている。
CDケースのトレイ下側にとある雑誌の表紙として使用されたものと同じ砂原の顔写真が掲載されており、後年これを見た瀧は「ここに入っていること自体忘れてた、っていうか驚き」と述べ、石野が本作について「これはリミックス盤だから、電気グルーヴの作品って感じではあまりないかな」と述べたことを受けて瀧は「うん、その感覚がないから、まりん（砂原）の写真でここに傷跡付けてマーキングしとこうと（笑）」と述べた他、『A』のジャケットが赤であったことに対して本作では青を採用したと瀧は述べている。砂原の顔写真は『A』のコンサートツアーの際にも使用されていたものであり、砂原は「これでおもしろいなっていう印象を持ってもらえればそれでいいやって思ってました。すごい瞬間だなとは思いますけど、そんなのいちいち気にしてたらこのバンドにはいられませんから（笑）」と述べている。内ジャケットのラベンダーの写真について砂原は、「青い花というのは人工的に造らないとないらしくて、それで近い色の紫の花にしたんだと思います」と述べている。
音楽情報サイト『CDジャーナル』では本作が『A』のリミックス盤であり、各楽曲をどのミュージシャンに依頼するのかが重要な点であると指摘した上で、「電グルのみなさんはけっこうクールに的確な人選をなさっています」と肯定的に評価し、さらに「『A』でテクノを知った新しいリスナーがこの作品でリミックスを体験するというのはいいことだと思います」と総括した。本作はオリコンアルバムチャートにおいて最高位第23位の登場週数4回で売り上げ枚数は3.2万枚となった。本作の売り上げ枚数は電気グルーヴのアルバム売上ランキングにおいて第13位となっている。

## 収録曲

### オリジナル盤
- CD付属の歌詞カードに記載されたクレジットを参照[11]。

| #         | タイトル                                                | 作詞                 | 作曲               | リミックス                                   | 時間  |
| --------- | ------------------------------------------------------- | -------------------- | ------------------ | -------------------------------------------- | ----- |
| 1.        | 「WICKED JUMPER」(THOMAS SCHUMACHER Remix)              | 石野卓球             | 石野卓球           | トーマス・シューマッハ                       | 6:24  |
| 2.        | 「VOLCANIC DRUMBEATS」(THE PULSINGER/TUNAKAN SHOWOFF)   | 石野卓球、ピエール瀧 | 石野卓球           | パトリック・パルシンガー、エルデム・ツナカン | 6:00  |
| 3.        | 「POCKET COWBOY」(DMX Krew Remix)                       | ピエール瀧           | 石野卓球           | DMXクルー                                    | 4:24  |
| 4.        | 「NEVER」(DUMMY RUN Remix)                              | 石野卓球             | 石野卓球、砂原良徳 | ダミー・ラン                                 | 5:09  |
| 5.        | 「PARACHUTE」(LONDON FUNK ALLSTARS Remix)               | ピエール瀧           | 砂原良徳           | DJ JASON FOR BLAPPS PROD.                    | 5:56  |
| 6.        | 「GARIGARI KUN」(MIJK VAN DIJK Remix)                   | 電気グルーヴ         | 電気グルーヴ       | マイク・ヴァン・ダイク                       | 5:25  |
| 7.        | 「CATY SUMMER」(QUADRA Remix)                           |                      | 石野卓球、砂原良徳 | Hiroshi Watanabe                             | 6:02  |
| 8.        | 「ASUNARO SUNSHINE」(DJ MISJAH Remix)                   | 電気グルーヴ         | 電気グルーヴ       | DJ ミーシャ                                  | 8:00  |
| 9.        | 「SHANGRI-LA」(JIMI TENOR Remix)                        | 電気グルーヴ         | 電気グルーヴ       | ジミ・テナー                                 | 5:33  |
| 10.       | 「SMOKY BUBBLES」(DOCTOR ROCKIT'S BUBBLE TROUBLE Remix) | 石野卓球             | 石野卓球、砂原良徳 | マシュー・“ハーバート”・ハーバート           | 4:18  |
| 11.       | 「LOOP ZOMBIES」(Remix 4 Ya)                            | 石野卓球、ピエール瀧 | 石野卓球、砂原良徳 | DJ YOU DJ ME (from スキア)                   | 3:46  |
| 合計時間: | 合計時間:                                               | 合計時間:            | 合計時間:          | 合計時間:                                    | 60:57 |

### Double A盤
| #   | タイトル                                                | 作詞                 | 作曲               | リミックス                                   |
| --- | ------------------------------------------------------- | -------------------- | ------------------ | -------------------------------------------- |
| 1.  | 「WICKED JUMPER」(THOMAS SCHUMACHER Remix)              | 石野卓球             | 石野卓球           | トーマス・シューマッハ                       |
| 2.  | 「VOLCANIC DRUMBEATS」(THE PULSINGER/TUNAKAN SHOWOFF)   | 石野卓球、ピエール瀧 | 石野卓球           | パトリック・パルシンガー、エルデム・ツナカン |
| 3.  | 「POCKET COWBOY」(DMX Krew Remix)                       | ピエール瀧           | 石野卓球           | DMXクルー                                    |
| 4.  | 「NEVER」(DUMMY RUN Remix)                              | 石野卓球             | 石野卓球、砂原良徳 | ダミー・ラン                                 |
| 5.  | 「PARACHUTE」(LONDON FUNK ALLSTARS Remix)               | ピエール瀧           | 砂原良徳           | DJ JASON FOR BLAPPS PROD.                    |
| 6.  | 「GARIGARI KUN」(MIJK VAN DIJK Remix)                   | 電気グルーヴ         | 電気グルーヴ       | マイク・ヴァン・ダイク                       |
| 7.  | 「CATY SUMMER」(Korsakov's Remix)                       |                      | 石野卓球、砂原良徳 | コルサコフ                                   |
| 8.  | 「ASUNARO SUNSHINE」(Captain Funk Electronic-Fever Mix) | 電気グルーヴ         | 電気グルーヴ       | CAPTAIN FUNK                                 |
| 9.  | 「SHANGRI-LA」(JIMI TENOR Remix)                        | 電気グルーヴ         | 電気グルーヴ       | ジミ・テナー                                 |
| 10. | 「SMOKY BUBBLES」(Sensorama Remix)                      | 石野卓球             | 石野卓球、砂原良徳 | センソラマ                                   |
| 11. | 「LOOP ZOMBIES」(Remix 4 Ya)                            | 石野卓球、ピエール瀧 | 石野卓球、砂原良徳 | DJ YOU DJ ME (from SUKIA)                    |

### LP盤
| #         | タイトル                                              | 作詞                 | 作曲      | リミックス                                   | 時間  |
| --------- | ----------------------------------------------------- | -------------------- | --------- | -------------------------------------------- | ----- |
| 1.        | 「WICKED JUMPER」(THOMAS SCHUMACHER Remix)            | 石野卓球             | 石野卓球  | トーマス・シューマッハ                       | 6:24  |
| 2.        | 「VOLCANIC DRUMBEATS」(THE PULSINGER/TUNAKAN SHOWOFF) | 石野卓球、ピエール瀧 | 石野卓球  | パトリック・パルシンガー、エルデム・ツナカン | 6:00  |
| 3.        | 「POCKET COWBOY」(DMX Krew Remix)                     | ピエール瀧           | 石野卓球  | DMXクルー                                    | 4:24  |
| 合計時間: | 合計時間:                                             | 合計時間:            | 合計時間: | 合計時間:                                    | 16:48 |

| #         | タイトル                                  | 作詞         | 作曲               | リミックス                | 時間  |
| --------- | ----------------------------------------- | ------------ | ------------------ | ------------------------- | ----- |
| 1.        | 「NEVER」(DUMMY RUN Remix)                | 石野卓球     | 石野卓球、砂原良徳 | ダミー・ラン              | 5:09  |
| 2.        | 「PARACHUTE」(LONDON FUNK ALLSTARS Remix) | ピエール瀧   | 砂原良徳           | DJ JASON FOR BLAPPS PROD. | 5:56  |
| 3.        | 「GARIGARI KUN」(MIJK VAN DIJK Remix)     | 電気グルーヴ | 電気グルーヴ       | マイク・ヴァン・ダイク    | 5:25  |
| 合計時間: | 合計時間:                                 | 合計時間:    | 合計時間:          | 合計時間:                 | 16:30 |

| #         | タイトル                              | 作詞         | 作曲               | リミックス       | 時間  |
| --------- | ------------------------------------- | ------------ | ------------------ | ---------------- | ----- |
| 1.        | 「CATY SUMMER」(QUADRA Remix)         |              | 石野卓球、砂原良徳 | Hiroshi Watanabe | 6:02  |
| 2.        | 「ASUNARO SUNSHINE」(DJ MISJAH Remix) | 電気グルーヴ | 電気グルーヴ       | DJ ミーシャ      | 8:00  |
| 合計時間: | 合計時間:                             | 合計時間:    | 合計時間:          | 合計時間:        | 14:02 |

| #         | タイトル                                                | 作詞                 | 作曲               | リミックス                         | 時間  |
| --------- | ------------------------------------------------------- | -------------------- | ------------------ | ---------------------------------- | ----- |
| 1.        | 「SHANGRI-LA」(JIMI TENOR Remix)                        | 電気グルーヴ         | 電気グルーヴ       | ジミ・テナー                       | 5:33  |
| 2.        | 「SMOKY BUBBLES」(DOCTOR ROCKIT'S BUBBLE TROUBLE Remix) | 石野卓球             | 石野卓球、砂原良徳 | マシュー・“ハーバート”・ハーバート | 4:18  |
| 3.        | 「LOOP ZOMBIES」(Remix 4 Ya)                            | 石野卓球、ピエール瀧 | 石野卓球、砂原良徳 | DJ YOU DJ ME (from SUKIA)          | 3:46  |
| 合計時間: | 合計時間:                                               | 合計時間:            | 合計時間:          | 合計時間:                          | 13:37 |

## スタッフ・クレジット

### 参加ミュージシャン
- トーマス・シューマッハ – リミックス、追加プロダクション
- パトリック・パルシンガー – リミックス
- エルデム・ツナカン – リミックス
- DMXクルー – リミックス
- ダミー・ラン – リミックス
- DJ JASON FOR BLAPPS PROD.（英語版） – 追加プロダクション、プログラミング
- ステファン – キーボード（5曲目）
- ロジャー・ベノウ – ミックス・エンジニア（5曲目）
- マイク・ヴァン・ダイク – リミックス
- Hiroshi Watanabe – リミックス
- DJ ミーシャ（英語版） – リミックス
- ジミ・テナー（英語版） – リミックス
- マシュー・“ハーバート”・ハーバート – リミックス、追加プロダクション
- DJ YOU DJ ME (from スキア（英語版）) – リミックス
- ロス・ハリス – リミックス
- クレイグ・ボレル – リミックス

### 制作スタッフ
- 電気グルーヴ – プロデューサー
- 安部良一 – プロダクト・マネージメント
- 道下善之 – アーティスト・マネージメント
- 畑信弘 – プロモーション
- 常盤響 – アート・ディレクション
- 星川慶子（CISCOテクノ） – スペシャル・サンクス
- TOBY – スペシャル・サンクス
- 弘石雅和 – スペシャル・サンクス
- 渡部高士 – スペシャル・サンクス
- 安藤裕子 – スペシャル・サンクス
- 黒木美和 – スペシャル・サンクス
- マットワンド – スペシャル・サンクス
- レイチェル – スペシャル・サンクス
- グラント・ウィルソン – スペシャル・サンクス
- 山崎太郎（サウンドアトリエ） – スペシャル・サンクス
- 長尾弘介 (Oden STUDIO) – スペシャル・サンクス

## チャート
| チャート         | 最高順位 | 登場週数 | 売上数  | 出典  |
| ---------------- | -------- | -------- | ------- | ----- |
| 日本（オリコン） | 23位     | 4回      | 3.2万枚 | [ 2 ] |

## リリース日一覧
| No. | 地域       | リリース日    | レーベル                               | 規格    | カタログ番号 | 備考                                       | 出典          |
| --- | ---------- | ------------- | -------------------------------------- | ------- | ------------ | ------------------------------------------ | ------------- |
| 1   | 日本       | 1998年3月1日  | キューン・ソニーレコード               | CD      | KSC2 202     | 初回生産分のみブルーカラーケース仕様       | [ 6 ] [ 12 ]  |
| 2   | 日本       | 1998年3月1日  | キューン・ソニーレコード               | MD      | KSY2 2059    |                                            | [ 13 ] [ 14 ] |
| 3   | 日本       | 1998年3月15日 | キューン・ソニーレコード               | 2枚組LP | SYUM 0045/6  |                                            | [ 15 ]        |
| 4   | ヨーロッパ | 1999年        | ソニー・ミュージックエンタテインメント | 2枚組CD | 492895 2     | 『A』との2枚組で『Double A』としてリリース | [ 16 ]        |
| 5   | ヨーロッパ | 1999年        | ソニー・ミュージックエンタテインメント | 2本組CT | 492895-4     | 『A』との2本組で『Double A』としてリリース |               |